# Sandalus nigripennis
Sandalus nigripennis is een keversoort uit de familie Rhipiceridae. De wetenschappelijke naam van de soort is voor het eerst geldig gepubliceerd in 1916 door Pic.